# Список пивоварень України
У списку наведені українські заводи та марки пива, що виробляються на території України. До списку не увійшли малі пивоварні, кількість яких надто велика, а обсяг виробництва — незначний.

## Виробництво пива в Україні
Станом на 2012 рік провідні виробники пива в Україні (в дужках вказані найбільш відомі марки пива):
- «САН ІнБев Україна» («Чернігівське», «Рогань», «Янтар», «Bud»)
- «Carlsberg Ukraine» («Львівське», «Carlsberg», "Tuborg", "Garage", "Staropramen")
- «Оболонь» («Оболонь», «Hike», «BeerMix»)
- «Anadolu Efes Ukraine» («Сармат», «Жигулівське», «Добрий Шубін»)
- «Перша приватна броварня» («Stare Misto», «Національне»)

## Великі виробники
Найбільші виробники пива в Україні за даними дослідницької компанії Nielsen Holdings станом на 2012 рік є:
| № | Назва                   | Відсоток ринку у 2012 | Зміна у порівнянні з 2011 |
| - | ----------------------- | --------------------- | ------------------------- |
| 1 | SAN InBEV Ukraine       | 32                    | — 2,1 % ↓                 |
| 2 | Carlsberg Ukraine       | 29,5                  | + 0,4 % ↑                 |
| 3 | Оболонь                 | 24,5                  | — 0,3 % ↓                 |
| 4 | Efes Ukraine            | 5,2                   | -                         |
| 5 | Перша приватна броварня | 2,8                   | -                         |
| — | Решта                   | 6                     | -                         |
| — | Всього                  | 100                   | -                         |

### ПрАТ «Абінбев Ефес Україна»
| Підприємства                                                                                  | Бренди та сорти |
| --------------------------------------------------------------------------------------------- | --- |
| - Чернігівська броварня (Чернігів) - Броварня «Рогань» (Харків) - Броварня «Янтар» (Миколаїв) | - Чернігівське: Преміум, Світле, Міцне, Біле, Багряне, Біла Ніч, Максимум, Безалкогольне, Старий Чернігів, Gold - Чеzz: 4, Light, Nobilis, N/A (безалкогольне) - Рогань: Традиційне Світле, Монастирське Світле, «Веселий Монах» Міцне, Безалкогольне, Легке - Янтар: Світле, Чорний принц Ліцензійні: - Staropramen, Beck's, Leffe, Hoegaarden, Löwenbräu, Bud (оригінальна назва — Budweiser). |

### Carlsberg Ukraine
| Підприємства | Бренди та сорти |
| --- | --- |
| - Київський пивоварний завод «Славутич» (Київ) - ПАТ «Пивобезалкогольний комбінат „Славутич“» (Запоріжжя) - Львівська пивоварня (Львів) | - Львівське: Легенда, Світле, 1715, Преміум, Міцне, Портер - Славутич: Світле, Преміум, Міцне, Безалкогольне, ICE, - Арсенал: Світле, Міцне - Хмільне: Світле, Міцне Ліцензійні: - Tuborg: Green, Black, X-fresh - Holsten: Pilsener - Žatecký Gus - Carlsberg - Балтика: № 3, № 9, № 0 - Guinness - Warsteiner - Grimbergen - Harp - Killkenny - National (для ринку Молдови) |

### Оболонь
| Підприємства | Бренди та сорти |
| --- | --- |
| - ПАТ «Оболонь» (Київ) - ДП ПАТ «Оболонь» «Пивоварня Зіберта» (Фастів) - ПАТ «Охтирський пивоварний завод» (Охтирка) | - Оболонь: Світле, Exclusive, Жигулівське, Магнат, Преміум, Соборне, Міцне, Живе, Оксамитове, Безалкогольне, Пшеничне, Живе нефільтроване тощо - hike: premium, limited edition - Десант: Міцне, Світле - Слава країни, Ячмінний колос - BeerMix: Вишня, Малина, Лимон, Грейпфрут, Енергія - Зіберт: Баварське, Світле, Біле - Охтирське: Світле, Козацьке - Южанка, Рідний Шубін Ліцензійні: Zlata Praha, Carling, Bitburger тощо |

### Efes Ukraine
| Підприємства                    | Бренди та сорти |
| ------------------------------- | --- |
| - ПрАТ «Ефес Україна» (Донецьк) | - Сармат: Світле, Міцне, Безалкогольне, Жигулівське, Добрий Шубін Ліцензійні: - Miller Genuine Draft, REDD'S, Velkopopovický Kozel, Золотая Бочка, Amsterdam |

### Oasis CIS
| Підприємства                                                                                         | Бренди та сорти |
| --- | --- |
| - ТзОВ ТВК "Перша приватна броварня «Для людей — як для себе!» (Львів) - ПБК «Радомишль» (Радомишль) | - Stare misto - Національне - Медове - Lager - Екстра - Б-А - Бочкове - Авторське - Платінум - Чорне - Живе пиво - Свіжий розлив - Закарпатське - Альтернативне - Бірмікс-Вишня - Бірмікс-Лимон |

## «Незалежні» броварні
Пивоварні, що не входять до складу великих пивних корпорацій, часто називають «незалежними», хоча багато з них теж належать великим компаніям.
| Підприємства                                                          | Бренди та сорти |  |
| --------------------------------------------------------------------- | --- |  |
| Броварня «Микуличин» (с. Микуличин)                                   | - ГУЦУЛЬСЬКЕ тм: Світле Ювілейне, Темне, Пшеничне, Медове - Житнє, Ягідне, квас Житній |  |
| «Бердичівський пивзавод» (Бердичів)                                   | - Бердичівське: Оригінальне, Пшеничне, Ювілейне - Старий Бердичів, Хмільне, Лагер, Кармеліт, Гетьманське, Вечірній Бульвар, Жигулівське                                                                                         |  |
| Пивоварня MOVA (м. Дніпро)                                            | - Пиво: Lager, Blanche, Pilsner, Stout Oatmeal, Stout Vanilla, IPA, Amber Ale, Пиво Дніпра, Anti-Imperial Stout, Non-alcohol, Dark non-alcohol - Лимонади: Cola, Orange, Жасмін-грейпфрут, Журавлина-вишня, Огірок-м'ята, Tonic |  |
| Пивоварня «Гірське» (с. Микуличин)                                    | - Світле, медове, пшеничне, червоне, напівтемне |  |
| «Новотех» (Берегове)                                                  | - Карпатське: світле, темне - ZIP GOLD - Берегівське оксамитове |  |
| «Житомирпиво» (Житомир)                                               | - Житомирське: світле, оксамитове - Жигулівське Завод не працює з 2015 року. |  |
| «Калуський пивзавод» (Калуш)                                          | - Калуське: Лагер, Лагер Eksportowe, Преміум, Темне, Міцне - Франківське Лагер, Станіславське Лагер |  |
| «Пінта» (Кремінна)                                                    | - Золото скіфів, Дубовий гай, Московське, Жигулівське |  |
| «Крим» (Сімферополь)                                                  | - Крим: Капитанское, Dvanadtsyatka, Десятка, Светлое Непастеризованное, Жигулёвское, Светлое, Крепкое |  |
| «Лисичанський пивзавод» (Лисичанськ)                                  | - Душа пивовара: Світле, Екстра, Темне, Преміум, Міцне - Січ: Запорізька Січ, Жигулівське, Московське, Чумацьке - Metzler: Classic, Premium                                                                                     |  |
| «Луганський пивзавод» (Луганськ)                                      | - Кам'яний брід, Лєжакъ, Баварське, Класичне |  |
| «Луцький пивзавод» (Луцьк)                                            | - Zeman: Світле традиційне, Преміум, Темне, Еліт (фільтроване та нефільтроване), Допельбок |  |
| «Мелітопольський пивзавод» (Мелітополь)                               | Завод не працює (з 2009 року) |  |
| «Карпатська пивоварня» (Мукачеве)                                     | - Карпатське: світле, темне - ZIP GOLD - Берегівське оксамитове |  |
| «Микулинецький пивзавод» (Микулинці)                                  | - Микулин: Микулин, Медове, Strong (міцне), Лагер, 2012, Троян, Дністер, Вища проба, Українське Темне, Пшеничне Біле, Елітне, Новорічне, 900, Тернове поле - Радлер-Лимон - Ліцензійні: Kaltenberg Spezial, Koruna Ceska        |  |
| «Ніжинський пивзавод» (Ніжин)                                         | Завод не працює (з 2008 року) |  |
| «Новоград-Волинський пивзавод» (Новоград-Волинський)                  | Завод не працює |  |
| «Павлівський пивзавод» (с. Павлівка, Волинська область)               | - Павлівське світле живе, Павлівське темне живе, Графське напівтемне |  |
| «Пивзавод на Подолі» (Київ)                                           | - Парове: Світле, Напівтемне, Темне - Жигулівське, Гостинний Двір Завод не працює з 2014 року. |  |
| «Полтавпиво» (Полтава)                                                | - Полтавське: Класичне, Світле, Міцне, Фірмове - Ай-Нікола, Гелон, Диканські Вечори, Жигулівське, Нефільтроване солодове, Старий млин, Ризьке (Rigas), Ячмінний колос, Мгарське, Мюнхенське, Слов'янське                        |  |
| «Радомишль» (Радомишль)                                               | |  |
| «Радой» (Хмільник)                                                    | - Світле «Буль з гаком» - Напівтемне (жіноче) «Маргарита» - Темне «Майстер» |  |
| «Рівень» (Рівне)                                                      | - Бергшлосс: Світле, Чорний - Празьке - Богемське - Віденське |  |
| «Славутський пивзавод» (Славута, Хмельницька область)                 | - Князь Сангушко, Княгиня Сангушко, Жигулівське |  |
| «Слобода», Харківський пивоварний завод                               | Любительське Ризьке Полярне Козацьке особливе Подвійне Золоте Подільське Київське Святкове Янтарне Гетьманське |  |
| «Опілля» (Тернопіль)                                                  | - Корифей: Світле, Нефільтроване - Жигулівське, Фірмове, Княже |  |
| «Уманьпиво» (Умань)                                                   | - «Waissburg» - «Жигулівське» - «Пшеничне» - «Своє» |  |
| «Хмільний лев» [Архівовано 31 жовтня 2021 у Wayback Machine.] (Львів) | - Світле нефільтроване - Світле фільтроване - Пшеничне нефільтроване - Багряне темне нефільтроване - Swedbeer - Belgian Ale |  |
| «Хмельницький пивзавод» (Хмельницький)                                | |  |
| «Черкаське пиво» (Черкаси)                                            | - «Дніпровське» - «Черкаське» - «Кобзар» |  |